# Преобразование пекаря
Отображе́ние пе́каря — нелинейное отображение единичного квадрата на себя, которое демонстрирует хаотическое поведение.
Название «отображение пекаря» происходит из-за его сходства с замешиванием теста.

## Определение
Чтобы получить это отображение, рассмотрим бесконечную в обе стороны символическую последовательность двоичных символов (0 и 1)
… S-2, S-1, S0 ; S1, S2,…
Сопоставим этой последовательности два вещественных числа (в двоичном коде)
x = 0. S1 S2 S3 …     y = 0. S0 S-1 S-2 …
Так как в двоичной системе счисления сдвиг всего числа влево на один разряд соответствует умножению на 2, сдвиг вправо — делению на 2, а взятие дробной части — отбрасыванию старшего разряда, то нетрудно убедиться, что при сдвиге символической последовательности влево получаются новые значения
x' = 2x mod 1
y' = 1/2 (y + [2x])
где [x] означает целую, а (mod 1) — дробную часть x.
Точки, полученные итерацией отображения, называются орбитой точки (xo, yo). Точки орбиты можно отождествлять с точками единичного квадрата.

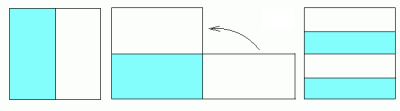
Отображение пекаря

Преобразование состоит из однородного сжатия квадрата в 2 раза в вертикальном направлении и растяжения в горизонтальном. Далее правую половину следует отрезать и положить на левую. Действие двух первых его итераций показано на рисунке.

## Символьная динамика и хаотические траектории
Очевидно, что если в символьной последовательности первая цифра после точки с запятой — 0, то x лежит в левой половине квадрата, а если 1, то в правой. Для случайной символьной последовательности точки орбиты будут посещать левую или правую половину квадрата случайным образом. Существование континуума сложных траекторий считается одним из признаков хаоса.

## Неустойчивые периодические орбиты
По символической последовательности легко находятся периодические орбиты отображения. Так, символическим последовательностям, состоящим из одних 0 и 1, соответствуют неподвижные точки (x, y) = (0, 0) и (1, 1). Периодической последовательности (10) соответствует орбита из двух точек (1/3, 2/3) и (2/3, 1/3).
Любые x и y можно сколь угодно точно аппроксимировать двоичными последовательностями 0.Xo…Xn и
0.Yo…Ym, где n и m достаточно велики. Поэтому орбита периодической последовательности
(Ym…YoXo…Xn) пройдет сколь угодно близко к любой точке квадрата. То есть неустойчивые периодические орбиты образуют всюду плотное множество.

## Чувствительность к начальным условиям и перемешивание
Растяжение вдоль оси x приводит к тому, что при каждой итерации расстояние в горизонтальном направлении между любой парой близких точек δx будет увеличиваться в 2 раза. Поэтому через некоторое число итераций (когда δx 2n станет много больше 1) траектории перемешаются равномерно по всему квадрату.
Полагают, что начальное состояние физической системы не может быть задано абсолютно точно, то есть всегда необходимо рассматривать некоторую (пусть и очень маленькую) область начальных условий. Очевидно, что при итерациях отображения любая выбранная область будет превращаться в совокупность узких горизонтальных полос, которая равномерно покроет единичный квадрат. После такого перемешивания бессмысленно говорить о координате частицы, но можно вычислить вероятность её нахождения в данной точке (для данного отображения все точки квадрата будут равновероятны). Преобразование пекаря обратимо, при итерациях в обратном направлении любая область будет разбиваться на узкие вертикальные полоски и также перемешается по всему квадрату.
Бесконечная случайная символическая последовательность обязательно (где-то в бесконечности) содержит любую строку Ym…YoXo…Xn (см. #Неустойчивые периодические орбиты). Поэтому орбита такой точки проходит сколь угодно близко к каждой точке квадрата и усреднение по орбите («времени») можно заменить усреднением по ансамблю (так называемая эргодичная гипотеза).